# Seishun buta yarō wa Ransel Girl no yume o minai
Seishun buta yarō wa Ransel Girl no yume o minai (jap. 青春ブタ野郎はランドセルガールの夢を見ない) – japoński film animowany z 2023 roku na podstawie light novel Seishun buta yarō napisanej przez Hajime Kamoshidę i zilustrowanej przez Kējiego Mizoguchiego. Premiera w japońskich kinach odbyła się 1 grudnia 2023.

## Fabuła
We śnie Sakuta widzi młodą Mai Sakurajimę na plaży, która pyta go, czy się zgubił. Następnie Sakuta budzi się i kontynuuje swoje życie jak zwykle: chodzi do szkoły, studiuje na uniwersytecie, pracuje i spotyka się z Mai. Pewnego wieczoru, podczas studiów, Mai przynosi akt małżeństwa, który otrzymała jako pół-żart od swoich współpracowników i który oboje wypełniają. Sakuta prosi ją, by go zatrzymała, pomimo jej protestów, ale mówi, że w tym czasie jest to bardziej korzystne dla niej niż dla niego. Zanim odchodzi, Sakuta pokazuje Mai nową bliznę na pępku. Zakładają, że to nowy przypadek syndromu dojrzewania, a Futaba prosi go, by skonsultował się z młodą Shoko Makinoharą, która zna wiele rzeczywistości, ale na razie nic z tym nie robią.
Później Sakuta otrzymuje telefon od ojca, że jego matka czuje się lepiej i wkrótce będzie mogła wrócić do domu. Wyraża ona chęć ponownego zobaczenia Kaede i umawiają się na wspólną kolację. Po ukończeniu gimnazjum przez Kaede, w obecności ojca i Mai, rodzina spędza miły wieczór, podczas którego Kaede zostaje na noc, a Sakuta musi wracać, ponieważ następnego dnia ma zajęcia. Przed wyjściem ojciec wręcza mu klucz do ich mieszkania w Jokohamie na wypadek, gdyby mieli więcej wspólnych rodzinnych kolacji.
Sakuta budzi się następnego dnia i wraca do szkoły, ale zauważa, że nauczyciel nie oddał mu testu. Wkrótce zdaje sobie sprawę, że nikt go nie widzi i wraca do mieszkania rodziców, gdzie wnioskuje, że przyczyną syndromu jest teraz jego matka. Jednak ani ona, ani Kaede nie mogą go teraz zobaczyć, a pamiętnik tej pierwszej, którego używała podczas pobytu w szpitalu, nie wspomina nic o Sakucie. Przypominając sobie poprzednią noc, Sakuta zdaje sobie sprawę, że on i matka w ogóle nie patrzyli sobie w oczy i ani razu ze sobą nie rozmawiali. Ponieważ musiał tak szybko dorosnąć, by zaopiekować się Kaede, gdy ich matka była w szpitalu, Sakuta zepchnął ją na dalszy plan. Gdy jego matka wyzdrowiała, nie musiał już wykonywać swoich poprzednich obowiązków, więc nigdy nie musiał istnieć, stąd jego blizna na brzuchu przypominająca pępowinę.
Wracając na plażę, Sakuta ponownie widzi młodą Mai Sakurajimę, która prowadzi go „do domu”. Kiedy się budzi, zdaje sobie sprawę, że nie jest w mieszkaniu, które dzielił z Kaede w Fujisawie, ale w domu rodzinnym, w którym dorastali poza Jokohamą. Układając wszystko w całość po pójściu do szkoły i rozmowie z Futabą, najwyraźniej w jakiś sposób uratował Kaede przed znęcaniem się, co zapobiegło jej siniakom, zapewniając mu idealne życie, którego nigdy nie miał, ale zauważa także uczennicę (Ikumi Akagi), której nigdy wcześniej nie spotkał w swoim liceum, chociaż wcześniej byli kolegami z gimnazjum. Sakuta zdaje sobie sprawę, że to nie jest życie, którego potrzebuje, więc odbywa ostatnią miłą rozmowę z matką, zanim poprosi młodą Mai, aby zabrała go z powrotem do jego oryginalnej linii czasu.
Wracając do swojej osi czasu, Sakuta zauważa, że w jego dzienniku znajduje się wiadomość, która ma pomóc mu uporządkować swoje życie, nakazując włożyć list do skrzynki pocztowej Mai i dowiedzieć się, jaki jest jego związek z kimś o imieniu Touko Kirishima. Dedukując, że zamienił się miejscami z Sakutą z „idealnego wszechświata”, jego własny syndrom wciąż pozostaje nierozwiązany. Zostawiając list w skrzynce pocztowej Mai, Sakuta powraca do normalnego życia, będąc niewidocznym dla wszystkich innych, aż do przybycia Mai. Ponieważ trzymała akt małżeństwa, była w stanie go zapamiętać i objęli się. Tego wieczoru Mai spędza noc z Sakutą, pocieszając go, ponieważ nie wie, jak rozwiązać problemy związane z jego matką. Mai dodaje mu otuchy, mówiąc, że wszystko jest częścią dorastania i musi stawić czoła tym uczuciom.
W trakcie badań kontrolnych w szpitalu, Sakuta wślizguje się do sali badań, gdzie jego matka znów go widzi i łączy ich serdeczne spotkanie. Wkrótce wchodzi Kaede i cała trójka znów staje się rodziną. Później w pracy Sakuta zauważa młodą Shoko Makinoharę słuchającą muzyki. Dziewczyna informuje go, że jej rodzina zamierza przenieść się na Okinawę i prowadzą zabawną rozmowę, dopóki nie mówi Sakucie, że piosenka, której słucha i piosenkarka, Touko Kirishima, nie istnieją w żadnej innej linii czasowej, którą ona pamięta.

## Obsada
| Postać           | Seiyū           |
| ---------------- | --------------- |
| Sakuta Azusagawa | Kaito Ishikawa  |
| Mai Sakurajima   | Asami Seto      |
| Kaede Azusagawa  | Yurika Kubo     |
| Tomoe Koga       | Nao Tōyama      |
| Rio Futaba       | Atsumi Tanezaki |
| Nodoka Toyohama  | Maaya Uchida    |
| Shoko Makinohara | Inori Minase    |

## Produkcja i wydanie
Projekt został ogłoszony podczas wydarzenia Aniplex Online Fest we wrześniu 2022, wraz z jego prequelem Seishun buta yarō wa odekake Sister no yume o minai. Jest to adaptacja dziewiątego tomu light novel Seishun buta yarō, napisanej przez Hajime Kamoshidę i zilustrowanej przez Kējiego Mizoguchiego. Za realizację odpowiadał ten sam zespół produkcyjny, co za wcześniejszy film, w tym reżyser Sōichi Masui, scenarzysta Masahiro Yokotani i projektantka postaci Satomi Tamura. Premiera w japońskich kinach odbyła się 1 grudnia 2023.

## Odbiór
Film zadebiutował na czwartym miejscu w japońskim box office, zarabiając ponad 160 milionów jenów w weekend otwarcia.